# 猪名寺廃寺跡

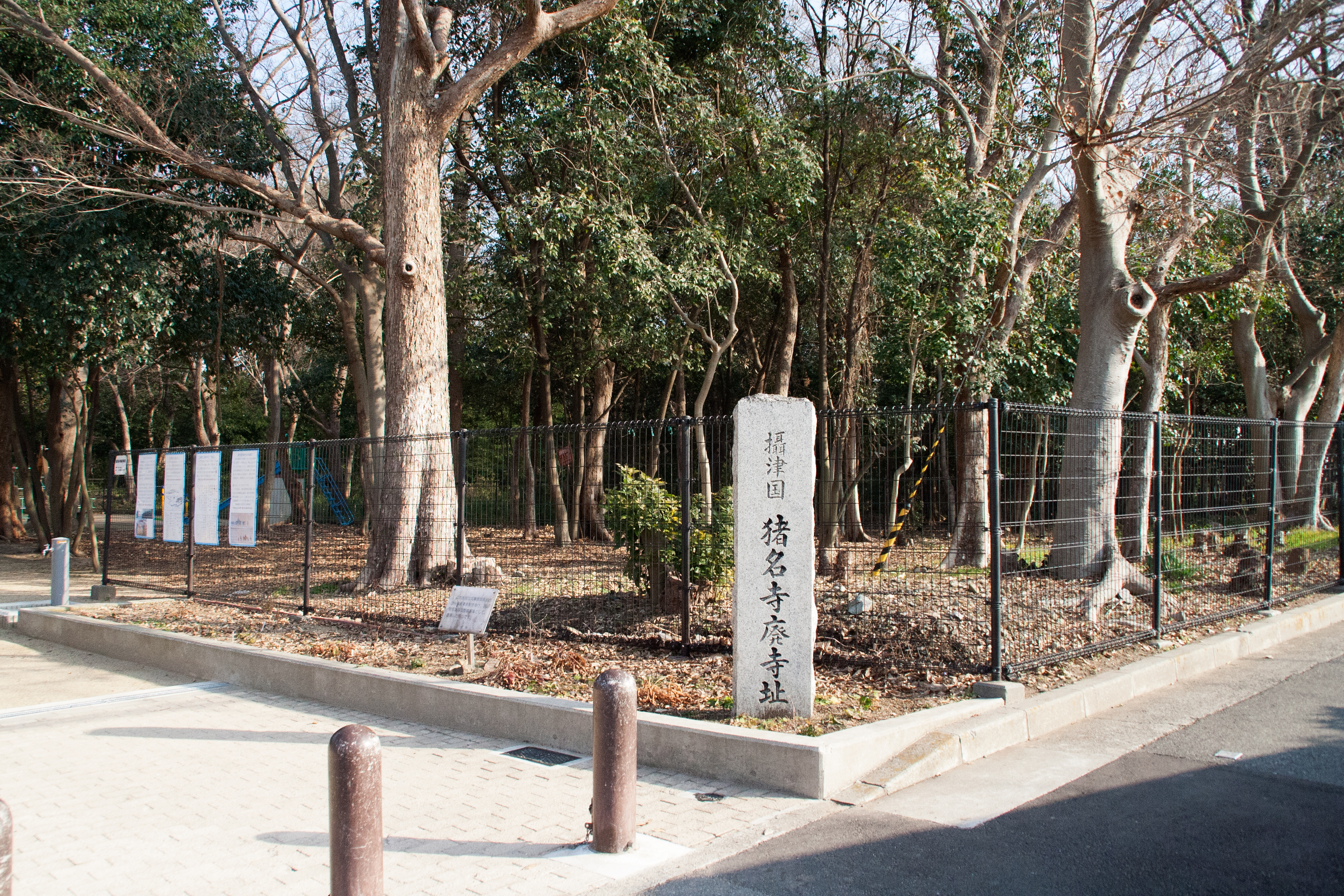
猪名寺廃寺跡

猪名寺廃寺跡（いなでらはいじあと）は、兵庫県尼崎市猪名寺にある寺院跡。国の史跡に指定されている。
飛鳥時代から室町時代にかけて存在し、「猪名寺」の地名の由来となった寺院跡である。

## 概要

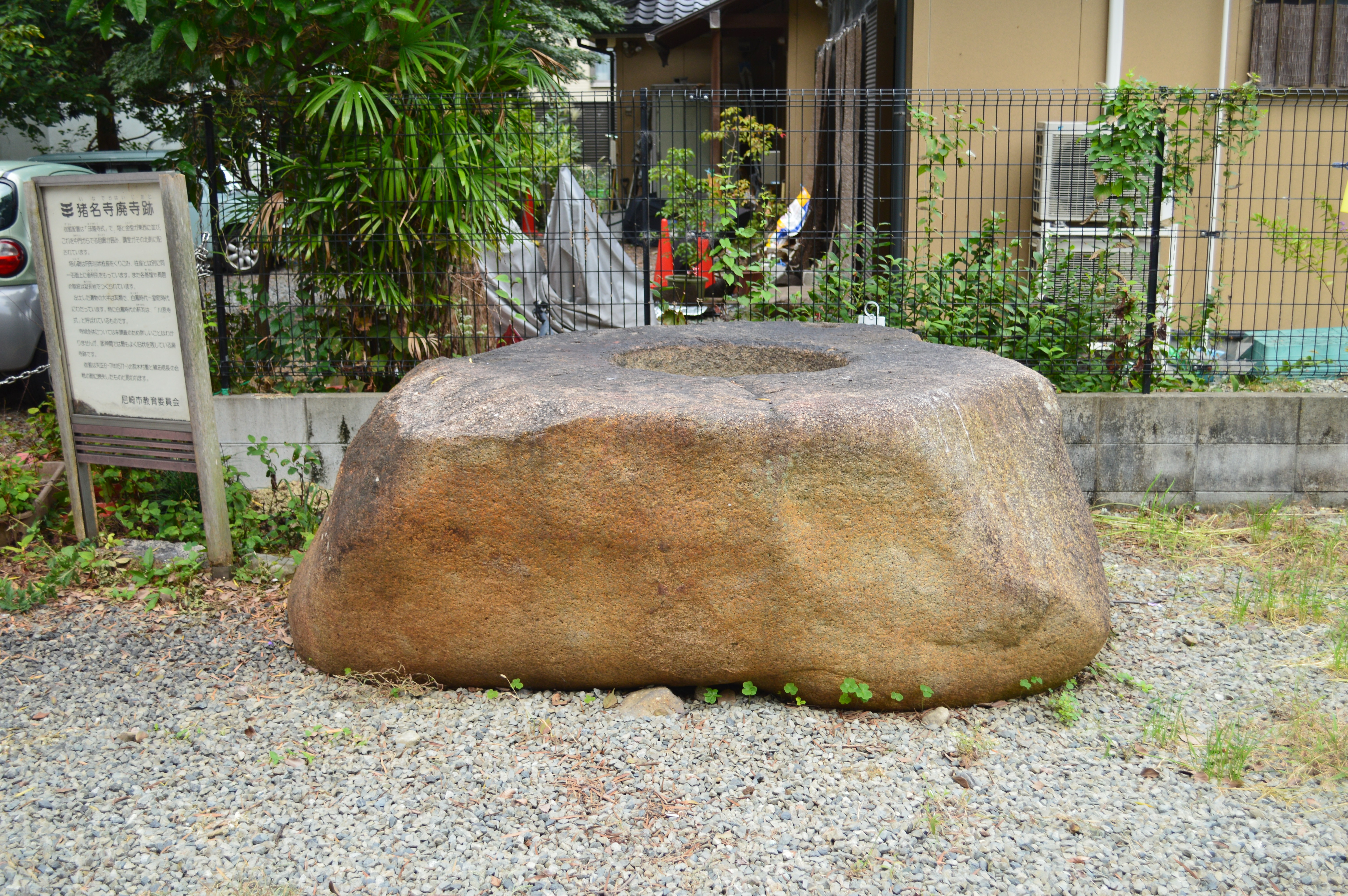
塔心礎

藻川西岸の洪積台地上、現・佐璞丘公園（さぼくがおかこうえん）に位置する。
昭和33年（1958年）までの発掘調査の結果、東に金堂、西に五重塔、これらを回廊が囲む伽藍配置が法隆寺とほぼ同等の寺院であった。川原寺式軒瓦など出土した瓦片から、創建時期は飛鳥時代後期の白鳳時代とされる。同様に出土した埴輪類から、寺院建立以前に古墳や住居が存在していた可能性も推定されている。
伽藍は天正6年（1577年）の荒木村重と織田信長の戦乱により焼失し、廃寺になったと推定されている。
同様に古くからあり、宝暦7年（1756年）に廃寺跡一画に再興された法園寺が猪名寺であったとする説もある。

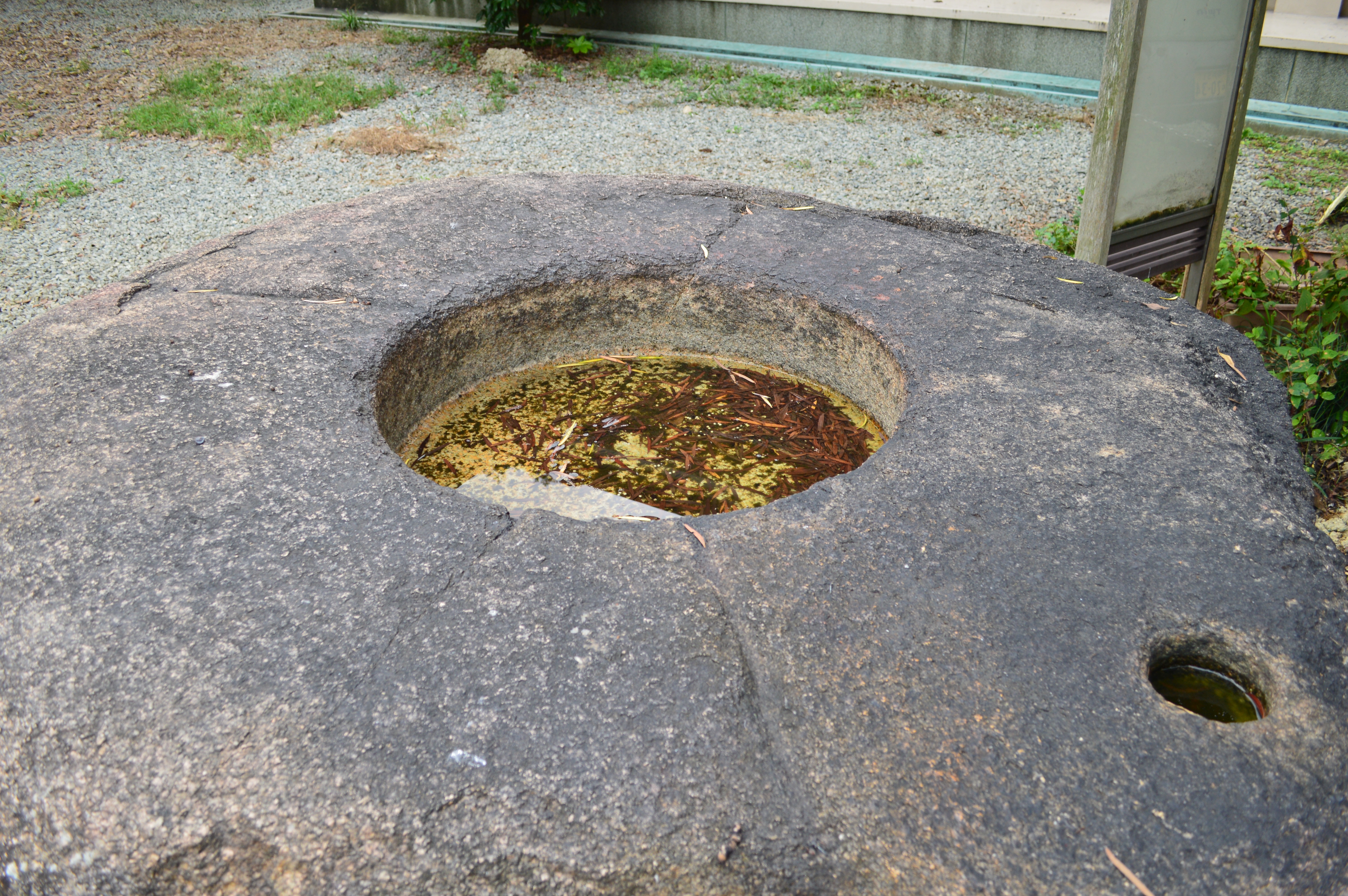
塔心礎 柱座と舎利孔
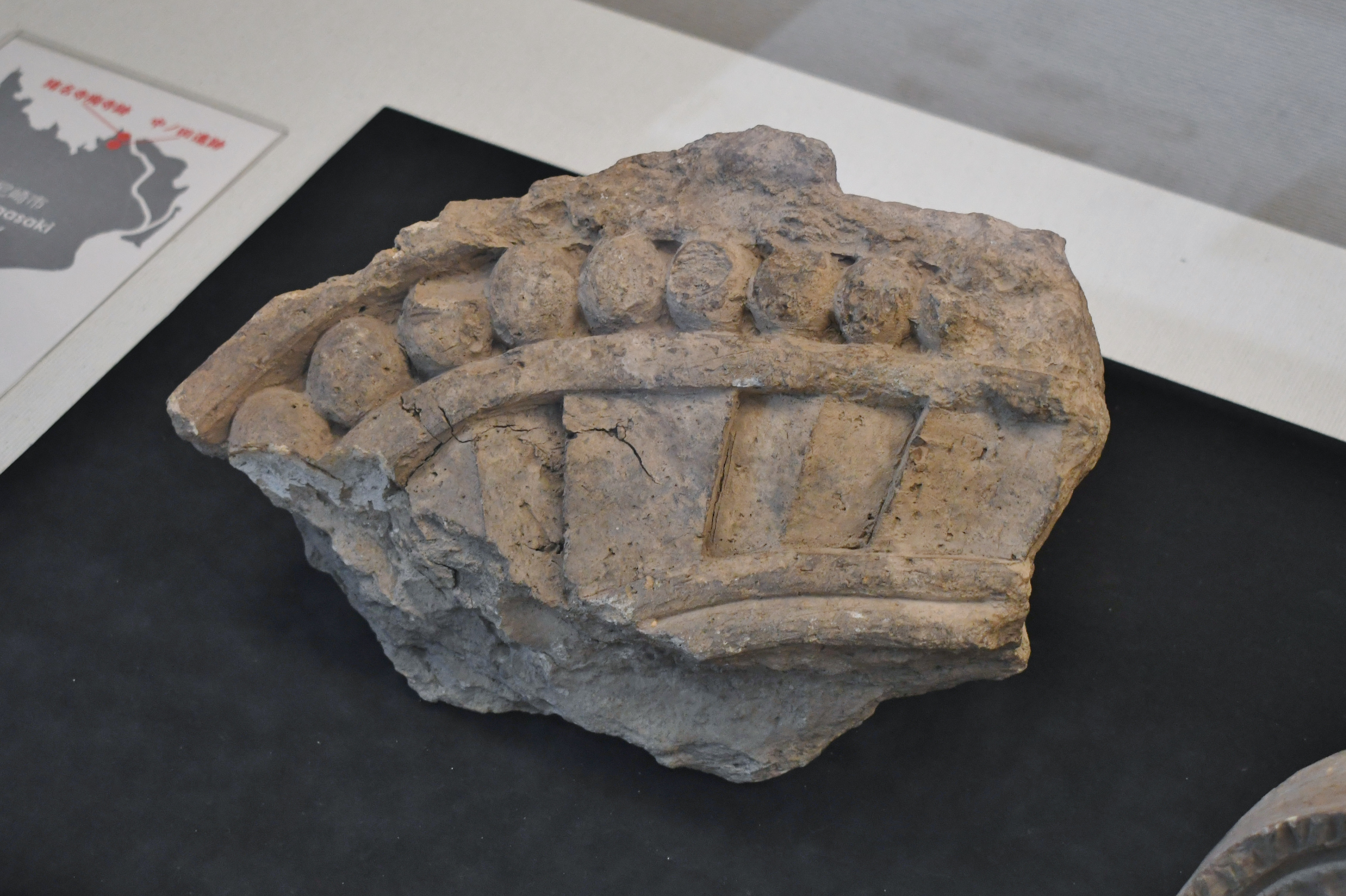
鴟尾断片 尼崎市立歴史博物館展示。
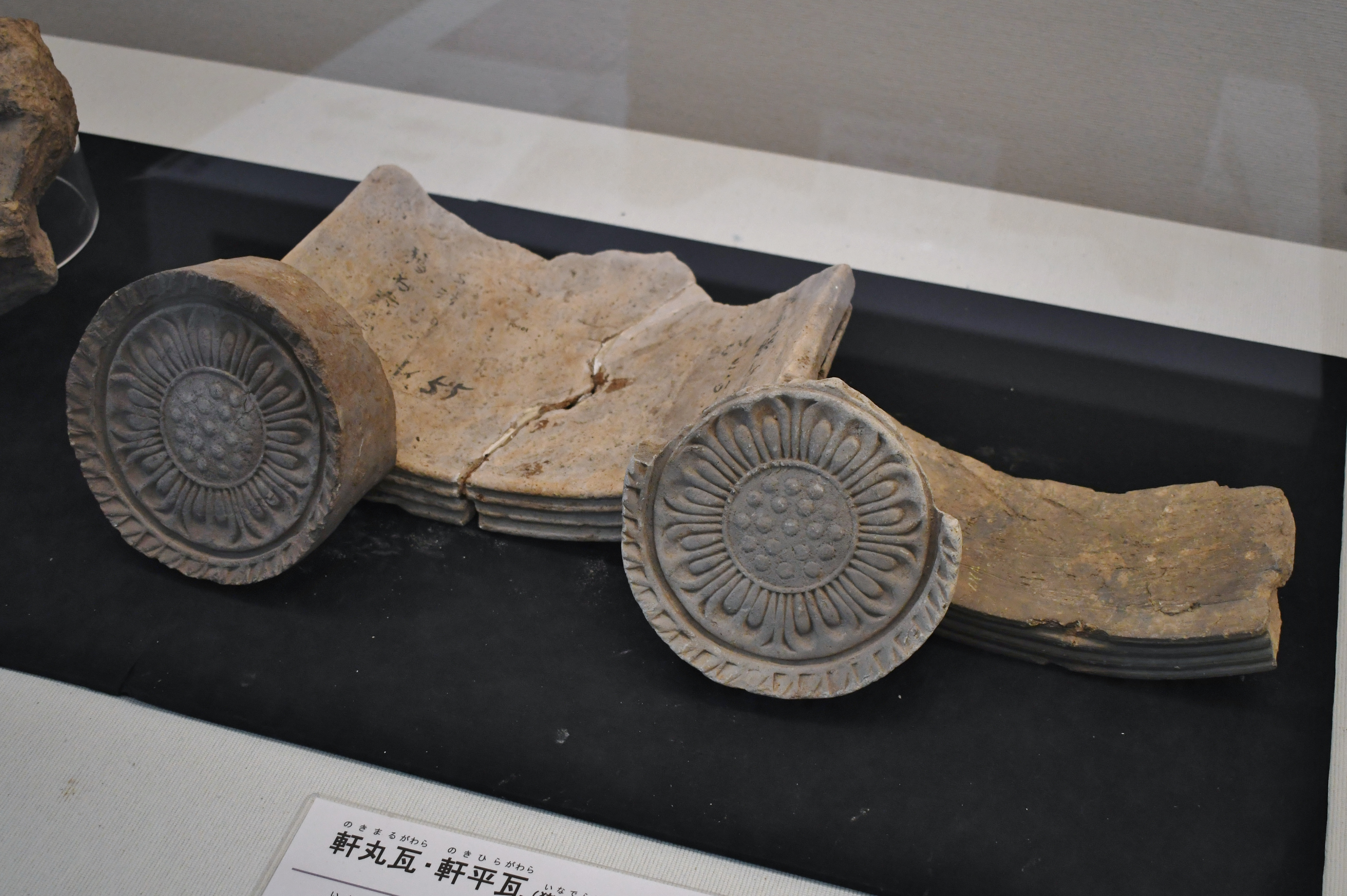
軒丸瓦・軒平瓦 尼崎市立歴史博物館展示。

## 所在地・交通
兵庫県尼崎市猪名寺1-41
- 猪名寺駅（JR宝塚線）から徒歩12分